# Oldway Mansion

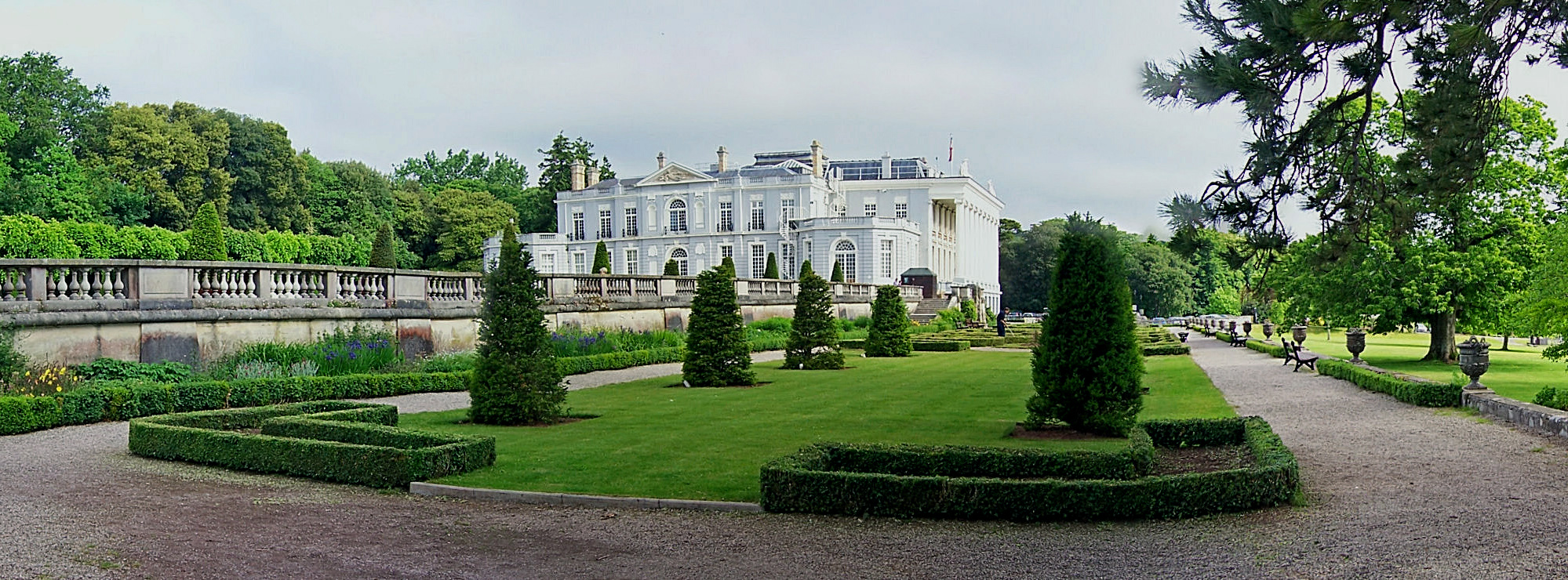
Blick von der unteren Gartenebene auf Oldway Mansion

Oldway Mansion ist ein Herrenhaus in der Stadt Paignton in Devon, Großbritannien. Erbaut hat es der amerikanische Nähmaschinenfabrikant und Millionär Isaac Merritt Singer in den 1870er Jahren; er nannte es seinen „Wigwam“. Sein Sohn Paris Singer ließ es Anfang des 20. Jahrhunderts zu einem „kleinen Versailles“ umbauen. Seit 1946 befindet sich Oldway Mansion in städtischem Besitz. Es beherbergt Büros und wird für offizielle Anlässe genutzt. Haus und Park stehen Besuchern offen, genauso wie das kleine Museum mit alten Nähmaschinenmodellen von Singer.

## Baugeschichte
Singer hatte 1871 das Fernham-Anwesen in Paignton erworben. Er ließ die alten Gebäude auf dem Gelände abreißen und beauftragte den örtlichen Architekten George Soudon Bridgman mit der Errichtung eines neuen Gebäudes. Singer starb jedoch 1875, kurz bevor die Arbeiten an dem ursprünglichen Herrenhaus abgeschlossen waren. Zwischen 1904 und 1907 ließ Paris Eugene Singer, Isaac Singers dritter Sohn, das Bauwerk nach dem Vorbild des Schlosses Versailles umbauen, wobei das erhöhte Gelände auf der Ostseite vom Place de la Concorde in Paris inspiriert wurde.
Gegenüber dem Haupteingang steht ein großes rundes Gebäude, bekannt als Rotunda. Es wurde im Jahre 1873 erbaut und ursprünglich als Reit-Pavillon und für sonstige Körperertüchtigungen genutzt.

## Interieur

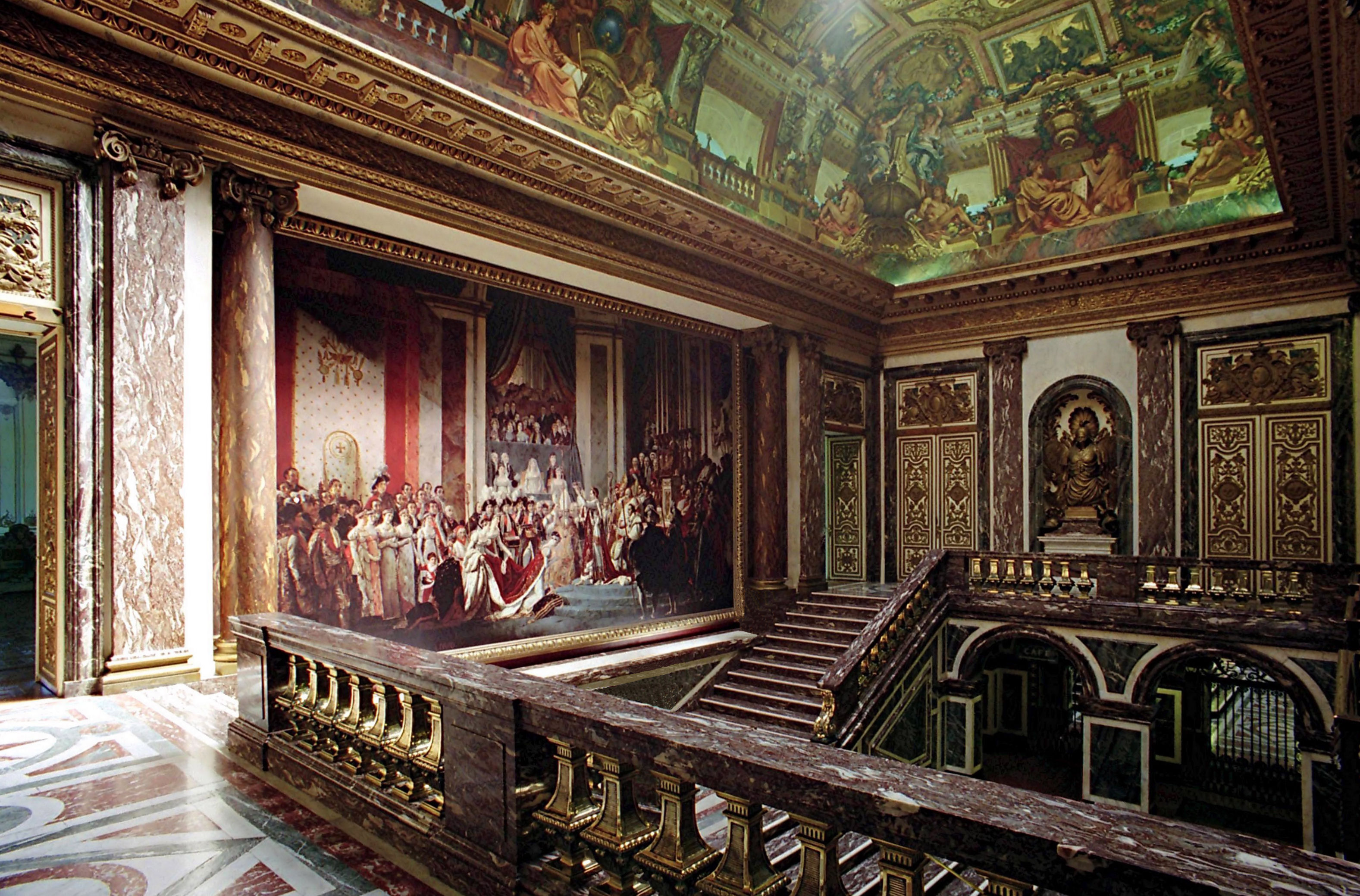
Treppenhaus im Oldway Mansion mit der Darstellung Die Krönung von Josephine und Napoleon

Das Innere des Gebäudes ist bekannt für sein großes Treppenhaus aus Marmor und seine Balustrade mit Balustern aus Bronze nach einem Entwurf des Malers und Architekten Charles Lebrun. Die Decke des Treppenhauses ist mit einem Gemälde geschmückt, das dem Original von Lebrun ähnelt, Die Replik wurde von Carl Rossner geschaffen. Oberhalb des Treppenaufganges befindet sich eine Nachbildung des Gemäldes Die Krönung von Josephine und Napoleon von Jacques-Louis David. Das Original befindet sich im Louvre.

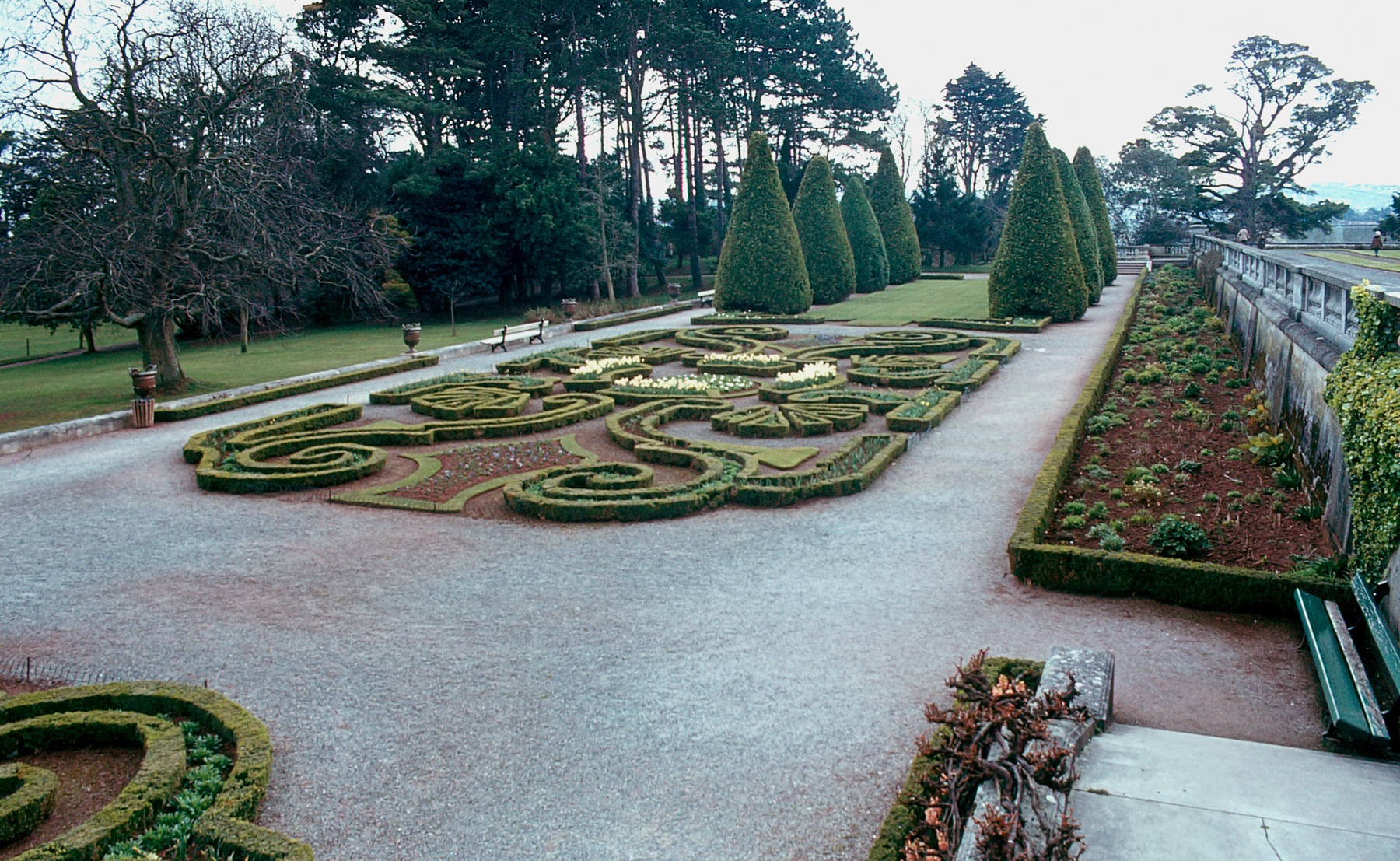
Gartenteil mit Labyrinth

Die Galerie im ersten Stock ist eine Reproduktion des Spiegelsaales in Versailles und hat einen Parkettboden. Sie führt in den Ballsaal, dessen Wände mit vergoldeten Paneelen und silbernen Spiegeln geschmückt sind. Über dem Kamin hängt ein Ölgemälde aus dem Jahr 1717, das Ludwig I. von Spanien als Fürst von Asturien darstellt.

## Gartenanlage
Oldway Mansion ist von einer 17 Acres großen Gartenanlage umgeben, die von dem französischen Gartenarchitekten Achille Duchêne nach italienischem Vorbild gestaltet worden ist. Auf der Ostseite des Gebäudes befindet sich auf der unteren Ebene ein Labyrinth aus Buchsbaumornamenten und Blumenbeeten. Südlich des Gebäudes gibt es einen Teil mit Grotten und Wasserfall, der sich über eine Felsenhöhle in ein Becken ergießt. Ansonsten gedeihen auf dem Gelände viele subtropische Pflanzen.